# Première Division 2002 (Burkina Faso)
In 2002 werd het 40ste seizoen gespeeld van de Première Division, de hoogste voetbalklasse van Burkina Faso. AS Faso-Yennenga werd kampioen.

## Eindstand
| Plaats | Club                       | Wed. | W  | G  | V  | Saldo | Ptn. |
| ------ | -------------------------- | ---- | -- | -- | -- | ----- | ---- |
| 1.     | AS Faso-Yennenga           | 22   | 15 | 4  | 3  | 38:17 | 49   |
| 2.     | US des Forces Armées (B)   | 22   | 13 | 5  | 4  | 34:12 | 44   |
| 3.     | Étoile Filante Ouagadougou | 22   | 10 | 9  | 3  | 30:15 | 39   |
| 4.     | US Ouagadougou             | 22   | 10 | 5  | 7  | 31:23 | 35   |
| 5.     | USFRAN Bobo-Dioulasso      | 22   | 6  | 8  | 8  | 18:24 | 26   |
| 6.     | AS Fonctionnaires          | 22   | 5  | 10 | 7  | 18:20 | 25   |
| 7.     | Racing Club de Bobo        | 22   | 5  | 9  | 8  | 16:20 | 24   |
| 8.     | Santos FC                  | 22   | 6  | 6  | 10 | 18:31 | 24   |
| 9.     | ASEC Koudougou             | 22   | 5  | 8  | 9  | 19:31 | 23   |
| 10.    | Rail Club du Kadiogo       | 22   | 5  | 7  | 10 | 23:32 | 22   |
| 11.    | US Comoé de Banfora (P)    | 22   | 4  | 4  | 10 | 17:27 | 20   |
| 12.    | Olympic du Nahouri         | 22   | 4  | 7  | 11 | 14:24 | 19   |

|     | Kampioen                             |
|     | Degradatie-eindronde                 |
|     | Degradatie naar de Deuxième Division |
| (B) | Bekerwinnaar                         |
| (P) | Promovendus uit de Deuxième Division |

### Degradatie play-off
| Team #1    | Uitslag | Team #2             | 1e wed | 2e wed |
| ---------- | ------- | ------------------- | ------ | ------ |
| AS SONABEL | 0-2     | US Comoé de Banfora | 0-0    | /      |

## Internationale wedstrijden
CAF Champions League 2003
| Team #1          | Uitslag | Team #2          | 1e wed | 2e wed |
| ---------------- | ------- | ---------------- | ------ | ------ |
| ASC Jeanne d'Arc | 2-1     | AS Faso-Yennenga | 2-0    | 0-1    |

CAF Cup 2003
| Team #1                    | Uitslag | Team #2         | 1e wed | 2e wed |
| -------------------------- | ------- | --------------- | ------ | ------ |
| Etoile Filante Ouagadougou | 2-7     | Raja Casablanca | 2-3    | 0-4    |